# Järnvägsbolag
Ett järnvägsbolag är ett företag eller organisation som ansvarar för en järnväg (infrastrukturen) och/eller trafikerar järnvägen med tåg. Även företag som enbart äger järnvägsfordon kan räknas som järnvägsbolag. Ett äldre begrepp för järnvägsbolag är järnvägsförvaltning.
Ett järnvägsbolag kan antingen vara privat eller offentligt. Historiskt sett ansvarade ett järnvägsbolag för såväl järnvägen som trafiken, men sedan 1990-talet har i Europeiska unionen (EU) dessa funktioner separerats på olika enheter. 
Inom EU skiljer man i dag på två typer av järnvägsbolag:
- Infrastrukturförvaltare, den organisation som ansvarar för järnvägens infrastruktur
- Tågoperatör, ett företag som bedriver järnvägstrafik, inom EU-rätten benämnt järnvägsföretag

I en vidare mening kan man med järnvägsbolag även avse ett företag inom den järnvägstekniska sektorn som inte är något av ovanstående, till exempel fordonstillverkare och underhållsleverantörer.